# Boldești
Boldești falu Romániában, Erdélyben, Fehér megyében.

## Története
Boldeşti korábban Vidrișoara része volt. 1956 táján vált külön településsé 78 lakossal.
1966-ban 77, 1977-ben 47, 1992-ben 14, 2002-ben pedig 10 román lakosa volt.